# Jiří Daler
Jiří Daler (* 8. März 1940 in Brno) ist ein ehemaliger tschechoslowakischer Radsportler, der besonders im Bahnradsport erfolgreich war.

## Sportliche Laufbahn
Daler startete für die Vereine Dukla Pardubice, Dukla Brno und Favorit Brno. Sein internationales Debüt hatte Daler bei den UCI-Straßen-Weltmeisterschaften 1962 im 100-km-Mannschaftszeitfahren, wo er den neunten Platz erreichte. 1963 stand er im tschechoslowakischen Team der Amateurrundfahrt Tour de l’Avenir. Bei den Olympischen Sommerspielen 1964 in Tokio gewann er die Goldmedaille in der Einerverfolgung und erreichte in der Mannschaftsverfolgung den fünften Platz, hinzu kam Platz 67 im olympischen Straßenrennen. Er war damit der erste olympische Goldmedaillengewinner im Radsport für die Tschechoslowakei.
Bei UCI-Bahn-Weltmeisterschaften gewann er insgesamt fünf Medaillen in der Einer- und Mannschaftsverfolgung. 1968 nahm Daler in Mexiko-Stadt wiederum an Olympischen Spielen teil, scheiterte jedoch in der Einerverfolgung bereits in der Qualifikation; mit der Mannschaft wurde er wiederum Fünfter.
Daler holte seinen ersten nationalen Titel 1961, als er mit dem Bahnvierer von Dukla Pardubice das Mannschaftszeitfahren gewann. 1962 gewann er diesen Titel mit dem Vierer von Dukla Brno. Er gewann 1966 das Rennen The Golden Wheel, ein traditionsreiches internationales Bahnrennen in London. 1967 gewann er den traditionsreichen Bahnradsportwettbewerb 500+1 Kolo in Brno. Bei den SKDA-Meisterschaften im Radsport 1967 gewann er die Einerverfolgung und das Punktefahren.
1969 und 1970 war Daler Profi im Straßenradsport und bestritt kleinere Rundfahrten und Eintagesrennen in Frankreich, ohne jedoch einen Sieg zu erzielen. Er startete 1969 im belgischen Zolder bei den UCI-Weltmeisterschaften im Straßenrennen als einziger Berufsfahrer seines Landes und wurde 49. des Rennens.
Er war der erste tschechoslowakische Fahrer, der nach Westeuropa ging, Berufsfahrer wurde und sogar einige Sechstagerennen bestritt. Nach seiner Laufbahn als Berufsfahrer kehrte er in seine Heimat zurück.

## Berufliches
Daler absolvierte eine Ausbildung zum Elektrotechniker.

## Ehrungen
Daler wurde 1966 und 1967 Gewinner der jährlichen Umfrage zum Král cyklistiky (Radsportkönig) des Radsportverbandes Československý svaz cyklistiky.